# كلايد باورز
كلايد باورز (بالإنجليزية: Clyde Powers)‏ هو لاعب كرة قدم أمريكية أمريكي، ولد في 19 أغسطس 1951 في باسكاغولا في الولايات المتحدة.

## وصلات خارجية
- كلايد باورز على موقع مرجع كرة القدم المحترفة.كوم (الإنجليزية)